# Tricyphona vernalis
Tricyphona vernalis är en tvåvingeart. Tricyphona vernalis ingår i släktet Tricyphona och familjen hårögonharkrankar.

## Underarter
Arten delas in i följande underarter:
- T. v. catawba
- T. v. vernalis